# Bukevje (Sveti Ivan Zelina)
Bukevje je naseljeno mjesto u Republici Hrvatskoj u Zagrebačkoj županiji. 

## Zemljopis
Administrativno je u sastavu grada Svetog Ivana Zeline. Naselje se proteže na površini od 2,41 km². 

## Stanovništvo
Prema popisu stanovništva iz 2001. godine u Bukevju živi 70 stanovnika i to u 22 kućanstva. Gustoća naseljenosti iznosi 29,05 st./km².
| broj stanovnika | 37    |       |       |       | 83    | 97    | 89    | 100   | 86    | 105   | 93    | 100   | 90    | 80    | 70    | 84    | 84    |
|                 | 1857. | 1869. | 1880. | 1890. | 1900. | 1910. | 1921. | 1931. | 1948. | 1953. | 1961. | 1971. | 1981. | 1991. | 2001. | 2011. | 2021. |